# Лиса и виноград
Лиса и виноград — басня, приписываемая Эзопу.

## Сюжет
После многочисленных попыток дотянуться и съесть высоко растущий виноград, лиса оставляет свои попытки. Она объявляет, что виноград ей вовсе не нужен, поскольку он незрелый.
Мораль, прилагаемая к басне (в переводе М. Гаспарова): «Так и у людей иные не могут добиться успеха по причине того, что сил нет, а винят в этом обстоятельства».

## История
Время написания басни неизвестно, предположительно — VI в. до н. э. До наших дней дошла в латинском варианте Федра (IV.3) и в нескольких греческих вариантах — Бабрия (19) и других. Текст басни очень лаконичен (шесть строк у Федра, восемь — у Бабрия), и таким же остается в большинстве пересказов; эта басня дошла до нас без заметных изменений в деталях сюжета.
В XVII веке во Франции сюжет Эзопа был переложен Лафонтеном для басни Le Renard et les Raisins (III.11). Именно этот сюжет был использован впоследствии скульптором Пьером Жюльеном для памятника Лафонтену.
На русском языке басня существует в пересказах и переводах Тредьяковского, Сумарокова, Крылова, Толстого и других, сюжет «лиса и виноград» был популярным в народных лубках.
В справочнике Эдвина Перри (см. Perry Index) эта басня идет под номером 15.

## Интерпретации
В русский язык из этой басни вошел фразеологизм «зелен виноград», как ироническое описание ситуации, когда неудача оправдывается тем, что «на самом деле» цели достигнуть успеха и не было. Сходные фразеологизмы вошли из этой басни в множество европейских языков, хотя в некоторых (финский, шведский) вместо винограда фигурирует рябина.
В психологии поведение лисы в басне, мотив «зелен виноград», рассматривается как яркий пример рационализации (псевдорационального объяснения собственных стремлений, мотивов и поступков, имеющих в реальности совсем другие причины, осознать которые человек не желает или не может). Реакция «зелен виноград» выступает способом самозащиты от фрустрации путём обесценивания цели. В басне о «зелёном винограде» психологи видят один из первых примеров постановки вопроса о внешней и внутренней атрибуции ответственности — того, что в современной психологии определяется как внутренний и внешний локус контроля.